# Le Miroir
Le Miroir é uma comuna francesa na região administrativa de Borgonha-Franco-Condado, no departamento Saône-et-Loire. Estende-se por uma área de 18,18 km². Em 2010 a comuna tinha 622 habitantes (densidade: 34,2 hab./km²).